# Joan de March i Virgili
Joan de March i Virgili (Vila-seca, 26 de febrer de 1773 - Tarragona, 15 de març de 1853) va ser un noble, militar i hisendat català.
Era el fill gran de Bonaventura de March i de Santgenís, comerciant reusenc, i germà de Josep Antoni de March, Joaquim de March i Tomàs de March. Els seus pares el van empènyer a seguir la carrera militar, i el 1794 va ingressar com a cadet al regiment de Dragons del Rei. El seu pare li passava, mentre va ser cadet, una pensió diària de deu rals de billó. L'agost de 1801, al cap de set anys, va abandonar l'exèrcit al·legant problemes de salut. Li van concedir la llicència absoluta "con el solo goce del fuero militar en lo criminal, sin sueldo alguno ni uso de uniforme". Va servir també al Regiment de Dragons d'Almansa i va participar activament com a militar en el cordó sanitari que es va establir a Andalusia durant els mesos de maig i juny de 1801. Va llicenciar-se amb el grau d'alferes, que li havia estat conferit el 1795.
Es va casar el 1806 amb Francesca Xaviera de Gascón, natural de Llorca, filla de Francisco Javier de Gascón, corregidor de Llorca i alcalde major de Múrcia i Alacant. Els pares de Joan, als capítols matrimonials, van fer-li una donació entre vius i per a després que ells morissin, del patrimoni vinculat a la casa de Virgili, el de la seva mare Isabel Virgili, i quan hagués pres possessió d'aquest patrimoni, havia de proporcionar una paga mensual als seus germans Joaquim, Josep Antoni i Tomàs i també a les seves germanes Teresa i Maria Antònia. També li assignaven una pensió mensual de quaranta-vuit duros.
No es coneixen detalls de la desavinença fortíssima que hi va haver entre Joan de March i el seu pare entre els anys 1806 i 1809, però Bonaventura de March el va desheretar, declarant que no havia de rebre res en herència, i dient que estava més que pagat amb la donació feta als capítols matrimonials. A més, va voler apartar-lo, tot i ser el primogènit, del títol de baró de la Torre d'en Dolça, que més endavant va reivindicar el seu germà Josep Antoni sense aconseguir-ho. Joan de March va heretar el títol, ja que el tenia a través de les possessions de la seva mare. Però l'any 1810 va tenir plets amb ella, a propòsit de la pensió d'aliments a què tenia dret pels capítols matrimonials. Van arribar a l'acord de que Isabel Virgili li cedia cinquanta-set jornals repartits pels termes de Barenys, La Pineda i Vila-seca a compte de la paga mensual. Durant els anys 1818 i 1819 va viure a Reus a la casa March, propietat del seu germà, i a l'inici del Trienni liberal, el 1820, va anar a viure a Tarragona on es va significar políticament a favor dels liberals. El 1823, amb la tornada dels absolutistes, va ser desterrat de Tarragona, i va anar a viure a Vila-seca, a la casa pairal dels Virgili. La seva mare, mitjançant el seu fill Tomàs, va protestar davant del batlle d'aquella població i li va exigir que abandonés l'immoble. L'alcalde, davant la requisitòria, ordenà a Joan que deixés la casa, però ell va fer constar en descàrrec, que era un expatriat i que s'havia introduït a la casa en qualitat d'hereu, sense prejudici de l'ús que la seva mare en volgués fer d'aquella casa. Joan de March va seguir vivint a Vila-seca amb un bon prestigi, ja que el 1824 en va ser alcalde.
La manca de diners en efectiu de Joan de March era important, i va haver de vendre's algunes terres. Tot i les dificultats va sol·licitar el 1829 l'ingrés a la Reial Mestrança de Sevilla, que li va ser concedit aquell mateix any. Cap al 1840 va tornar a viure a Tarragona, ciutat on va fer testament el 1849 i on va morir el 1853. Un fill seu, Bonaventura de March i de Gascón, va ser el tercer baró de la Torre d'en Dolça.